# 穆阿罗县
穆阿罗县位于印度尼西亚的占碑省，该县成立于1999年10月4日，辖区围绕省会占碑市并包括周边许多不断扩大的郊区；所以该县人口增长速度要高于占碑省其他地区。在4~13世纪，该县曾是末罗瑜王国所在地。目前该县面积为5,246.00平方千米，2010年人口普查为342,952人，2020 年人口普查为390,347人；截至2022年年中官方估计人口为412,830人（其中男性212,776人，女性200,054人）。